# Åke Haraldsson (Soop)
Åke Haraldsson (Soop), till Stora Bjurum i Västergötland, död före 1586, var en svensk ståthållare.

## Biografi
Åke Haraldsson (Soop) var son till Harald Knutsson (Soop) och ägare till Stora Bjurum i nuvarande Bjurums socken och Carin Hansdotter (Tott). Han blev slagen till riddare 1558. Åke Haraldsson förseglade Gustav Vasas testamente 30 juni 1560 och Ständernas bevillning 15 april 1561. Han förestod hertig Magnus hertigdöme Östergötland 1571 och Åke Haraldsson kallades därför ståthållare till Östergötland.
Vasakungarna fick vid flera tillfällen riksdagen att gå med på bevillningar. Riksdagen "beviljade" de tillfälliga skatterna, ordet "bevillning" började användas på 1600-talet. Men Åke Haraldsson är inte införd i Ugglas Rådslängd. Carl Hildebrandsson Uggla (1725-1803) var författare till "Svea-rikes råds-längd" och till bland annat "Inledning til Heraldiken", den första handboken om heraldik på svenska. Carl Uggla var ledamot av Kungliga Vetenskapsakademien 1786 och han var kammarherre, topograf, heraldiker och bibliofil.

### Egendom
Åke Haraldsson ägde Stora Bjurum i Bjurums socken.

### Familj
Åke Haraldsson var gift med Brita Posse (död 1579), dotter till riksrådet och väpnaren Axel Posse och Anna Axelsdotter (Hällekisätten). De fick tillsammans barnen riksrådet Hans Åkesson, (1552-1619), Carin Åkesdotter (1554-1594) som var gift med riksrådet och lagmannen Erik Leijonhufvud, hovmästaren Axel Åkesson (1555–1601), Erik Åkesson (1557–1638), Lars Åkesson (1559–1607), häradshövdingen Åke Åkesson (1564-1617) och Anna Åkesdotter.
Brita Posse är ett avgörande bevis för dramaturgerna, som låter sina hjältar dö av starka sinnesrörelser. Enligt "Biographiskt Lexicon över namnkunnige svenska män" från 1850 berättas det att "Brita Posses son Hans Åkesson Soop hade ansetts som död under en utrikes resa, när han plötsligt inträder i rummet, där hon satt på sin moders säng. Hennes fröjd därav blev så stor, att hon dog under det han omfamnade den älskade".